# Kopalina (Pokój)
Kopalina (deutsch Kopaline, auch Kolonie Kopaline oder Mauseberg, 1937–45 Kolonie Winterberg) ist eine Ortschaft in Oberschlesien. Kopalina liegt in der Gemeinde Pokój im Powiat Namysłowski in der polnischen Woiwodschaft Oppeln.

## Geographie

### Geographische Lage
Kopalina liegt im nordwestlichen Teil Oberschlesiens. Kopalina liegt etwa zwölf Kilometer nordöstlich vom Gemeindesitz Pokój, etwa 27 Kilometer südöstlich der Kreisstadt Namysłów und 42 Kilometer nördlich von der Woiwodschaftshauptstadt Oppeln.
Nördlich von Kopalina fließt der Schirobanzer Bach sowie nordwestlich der Stober (poln. Stobrawa), ein rechter Nebenfluss der Oder. Südlich sowie nördlich des Dorfes befinden sich weitläufige Waldgebiete, das zum Landschaftsschutzpark Stobrawski gehört.

### Nachbarorte
Nachbarorte von Kopalina sind im Nordosten Zawiść (Zawisc) und im Südwesten Lubnów (Liebenau).

## Geschichte
Der slawische Ortsname Kopalina bedeutet in etwa Grabenort.
Das heute selbständige Dorf wurde ursprünglich als Kolonie gegründet und gehörte zur Landgemeinde Falkowitz. 1885 lebten in der Kolonie 124 Menschen.
1937 wurde der Name der Kolonie in Kolonie Winterberg geändert.
1945 kam der bisher deutsche Ort Winterberg unter polnische Verwaltung und wurde in Kopalina umbenannt und der Woiwodschaft Schlesien angeschlossen. 1950 kam der Ort zur Woiwodschaft Oppeln. 1999 kam der Ort zum Powiat Namysłowski.

## Sehenswürdigkeiten
- Wegekreuz an der ul. Opolska